# 3559 Violaumayer
3559 Violaumayer là một tiểu hành tinh vành đai chính với chu kỳ quỹ đạo là 1431.2755170 ngày (3.92 năm).
Nó được phát hiện ngày 8 tháng 8 năm 1980.